# Artur Wasilewski
Artur Wasilewski (ur. 8 września 1996 w Gołdapi) – polski lekkoatleta specjalizujący się w biegach sprinterskich.

## Kariera
Absolwent Szkoły Mistrzostwa Sportowego w Białymstoku. Zawodnik klubów: OSIR Gołdap (2012), MKS Rominta Gołdap (2013), Podlasie Białystok (2013-2016) i AZS-AWF Kraków (od 2017). 20 lipca 2015 wraz z kolegami sięgnął po srebrny medal Mistrzostw Europy Juniorów w sztafecie 4 x 100 m w szwedzkiej Eskilstunie.
Medalista mistrzostw Polski seniorów ma w dorobku srebrny (Kraków 2015) oraz brązowy medal (Bydgoszcz 2016) w sztafecie 4 x 100 m. Halowy mistrz Polski w sztafecie 4 x 200 m (2017) 
Mistrz Polski Juniorów w biegu na 100 m w 2015. Medalista Mistrzostw Polski w juniorskich kategoriach wiekowych.
Rekordy życiowe:
- Bieg na 100 metrów
  - 10,66 s. (24 czerwca 2017, Kraków)